# Діогу Дало
Жозе́ Діогу́ Дало́ Тейше́йра (порт. Jose Diogo Dalot Teixeira) більш відомий як Діогу Дало — португальський футболіст, правий захисник клубу «Манчестер Юнайтед» і збірної Португалії.

## Клубна кар'єра
У 2016 році португалець почав виступати за резервну команду «Порту». У дорослому футболі дебютував 13 жовтня 2017 року через травму Алекса Теллеса в матчі кубку проти «Лустіано», який завершився перемогою «Порту» 0:6.
6 червня 2018 року стало відомо про трансфер гравця до англійського «Манчестер Юнайтед». Дало підписав п'ятирічний контракт з англійською командою. В сезоні 2018/19 провів за манкуніанців 16 матчів у Прем'єр-лізі.
Наступного сезону ігровий час молодого португальця скоротився, а 4 жовтня 2020 року був відданий в оренду до завершення сезону 2020/21 до італійського «Мілана».

## Кар'єра в збірній
Виступав майже за всі юнацькі збірні своєї країни. З 2017 по 2021 роки виступав за збірну молодіжну збірну Португалії.

## Статистика виступів

### Статистика клубних виступів
Станом на 6 червня 2021
| Сезон                         | Команда                       | Чемпіонат                     | Чемпіонат | Чемпіонат | Національний кубок | Національний кубок | Національний кубок | Континентальні кубки | Континентальні кубки | Континентальні кубки | Інші змагання | Інші змагання | Інші змагання | Усього | Усього |
| Сезон                         | Команда                       | Ліга                          | Ігор      | Голів     | Ліга               | Ігор               | Голів              | Ліга                 | Ігор                 | Голів                | Ліга          | Ігор          | Голів         | Ігор   | Голів  |
| ----------------------------- | ----------------------------- | ----------------------------- | --------- | --------- | ------------------ | ------------------ | ------------------ | -------------------- | -------------------- | -------------------- | ------------- | ------------- | ------------- | ------ | ------ |
| 2016–17                       | «Порту Б»                     | СЛ                            | 3         | 0         | -                  | -                  | -                  | -                    | -                    | -                    | -             | -             | -             | 3      | 0      |
| 2017–18                       | «Порту Б»                     | СЛ                            | 20        | 2         | -                  | -                  | -                  | -                    | -                    | -                    | -             | -             | -             | 20     | 2      |
| Усього за «Порту Б»           | Усього за «Порту Б»           | Усього за «Порту Б»           | 23        | 2         |                    | -                  | -                  |                      | -                    | -                    |               | -             | -             | 23     | 2      |
| 2017–18                       | «Порту»                       | ПЛ                            | 6         | 0         | КП+КЛ              | 1+0                | 0                  | ЛЧ                   | 1                    | 0                    | -             | -             | -             | 8      | 0      |
| 2018–19                       | «Манчестер Юнайтед»           | ПЛ                            | 16        | 0         | КА+КЛ              | 2+1                | 0                  | ЛЧ                   | 4                    | 0                    | -             | -             | -             | 23     | 0      |
| 2019–20                       | «Манчестер Юнайтед»           | ПЛ                            | 4         | 0         | КА+КЛ              | 4+0                | 1                  | ЛЄ                   | 3                    | 0                    | -             | -             | -             | 11     | 1      |
| вер.-жовт 2020                | «Манчестер Юнайтед»           | ПЛ                            | 0         | 0         | КА+КЛ              | 0+1                | 0                  | ЛЧ                   | -                    | -                    | -             | -             | -             | 1      | 0      |
| Усього за «Манчестер Юнайтед» | Усього за «Манчестер Юнайтед» | Усього за «Манчестер Юнайтед» | 20        | 0         |                    | 8                  | 1                  |                      | 7                    | 0                    |               | -             | -             | 35     | 1      |
| 2020–21                       | «Мілан»                       | A                             | 21        | 1         | КІ                 | 2                  | 0                  | ЛЄ                   | 10                   | 1                    | -             | -             | -             | 33     | 2      |
| Усього за кар'єру             | Усього за кар'єру             | Усього за кар'єру             | 70        | 3         |                    | 11                 | 1                  |                      | 18                   | 1                    |               | -             | -             | 99     | 5      |

## Титули і досягнення
- Володар Кубка Футбольної ліги (1):

«Манчестер Юнайтед»: 2023
- Володар Кубка Англії (1):

«Манчестер Юнайтед»: 2023-24
Збірні
- Чемпіон Європи (U-17): 2016
- Переможець Ліги націй УЄФА: 2024-25